# Irene Abel
Irene Abel (ur. 12 lutego 1953 w Berlinie) – niemiecka gimnastyczka sportowa reprezentująca NRD. Wicemistrzyni olimpijska w wieloboju drużynowym z Monachium (1972), wicemistrzyni świata w wieloboju drużynowym (1974) oraz medalistka mistrzostw NRD.
Jej córka Katja Abel (ur. 1983) była gimnastyczką sportową reprezentującą Niemcy na igrzyskach olimpijskich 2008.

## Osiągnięcia
| Rok                   | Zawody                | Konkurencja           | Konkurencja           | Konkurencja           | Konkurencja           | Konkurencja           | Konkurencja           |
| Rok                   | Zawody                | VT                    | UB                    | BB                    | FX                    | AA                    | Team                  |
| Zawody międzynarodowe | Zawody międzynarodowe | Zawody międzynarodowe | Zawody międzynarodowe | Zawody międzynarodowe | Zawody międzynarodowe | Zawody międzynarodowe | Zawody międzynarodowe |
| --------------------- | --------------------- | --------------------- | --------------------- | --------------------- | --------------------- | --------------------- | --------------------- |
| 1972                  | Igrzyska olimpijskie  | 7T QR                 | 18T QR                | 22T QR                | 22 QR                 | 11                    | 2                     |
| 1974                  | Mistrzostwa świata    |                       |                       |                       |                       | 14                    | 2                     |